# Championnat de Chine de football 2005
Navigation
Saison précédente Saison suivante
La saison 2005 du Championnat de Chine de football était la 46e édition de la première division chinoise et la 2e sous le format de Chinese Super League. Les quatorze meilleures équipes du pays sont regroupées au sein d'une poule unique, où tous les clubs s'affrontent en matchs aller et retour. À la fin du championnat, pour permettre le passage du championnat de 14 à 16 équipes, il n'y a pas de relégation et les deux meilleures équipes de China League, la deuxième division chinoise, sont promues parmi l'élite.
C'est le Dalian Shide qui décroche le 8e titre de champion de Chine de son histoire en terminant en tête du classement final, avec douze points d'avance sur le Shanghai Shenhua et treize sur le club de Shandong Luneng. Le club réussit même le doublé en battant Shandong Luneng en finale de la Coupe de Chine.

## Les 14 clubs participants
| - Shandong Luneng - Shanghai Shenhua - Beijing Hyundai - Dalian Shide - Tianjin TEDA - Shanghai Zobon - Promu de China League - Inter Shanghai | - Sichuan Guancheng - Wuhan Guanggu - Promu de China League - Shenzhen Jianlibao - Liaoning FC - Shenyang Ginde - Qingdao Zhongneng - Chongqing Lifan |

## Compétition
Le barème de points servant à établir les classements se décompose ainsi :
- Victoire : 3 points
- Match nul : 1 point
- Défaite : 0 point

### Classement
| Rang | Équipe               | Pts | J  | G  | N  | P  | Bp | Bc | Diff |
| ---- | -------------------- | --- | -- | -- | -- | -- | -- | -- | ---- |
| 1    | Dalian Shide C       | 65  | 26 | 21 | 2  | 3  | 57 | 18 | +39  |
| 2    | Shanghai Shenhua     | 53  | 26 | 15 | 8  | 3  | 41 | 23 | +18  |
| 3    | Shandong Luneng      | 52  | 26 | 15 | 7  | 4  | 47 | 30 | +17  |
| 4    | Tianjin Teda         | 49  | 26 | 14 | 7  | 5  | 48 | 26 | +22  |
| 5    | Wuhan Guanggu P      | 42  | 26 | 11 | 9  | 6  | 34 | 26 | +8   |
| 6    | Beijing Hyundai      | 40  | 26 | 12 | 4  | 10 | 46 | 32 | +14  |
| 7    | Qingdao Zhongneng    | 32  | 26 | 8  | 8  | 10 | 25 | 31 | -6   |
| 8    | Inter Shanghai       | 31  | 26 | 8  | 7  | 11 | 30 | 32 | -2   |
| 9    | Sichuan Guancheng    | 29  | 26 | 8  | 5  | 13 | 28 | 45 | -17  |
| 10   | Liaoning FC          | 29  | 26 | 7  | 8  | 11 | 34 | 42 | -8   |
| 11   | Shanghai Zobon P     | 22  | 26 | 5  | 7  | 14 | 18 | 35 | -17  |
| 12   | Shenzhen Jianlibao T | 22  | 26 | 4  | 10 | 12 | 22 | 42 | -20  |
| 13   | Shenyang Ginde       | 18  | 26 | 4  | 7  | 15 | 19 | 43 | -24  |
| 14   | Chongqing Lifan      | 13  | 26 | 2  | 7  | 17 | 16 | 41 | -25  |

|  | Qualification pour la Ligue des champions 2006                               |
|  | T Tenant du titre C Vainqueur de la Coupe de Chine P Promu de Chinese League |

## Bilan de la saison
| Championnat de Chine de football 2005 |                            |
| Champion                              | Dalian Shide (8e titre)    |
| Coupes et trophées                    |                            |
| Vainqueur de la Coupe de Chine 2005   | Dalian Shide               |
| Qualifications continentales          |                            |
| Ligue des champions 2006              | Dalian Shide               |
| Ligue des champions 2006              | Shanghai Shenhua           |
| Promotions et relégations             |                            |
| Promus en Super League                | Changchun Yatai            |
| Promus en Super League                | Xiamen Lanshi              |
| Relégués en China League              | Aucun (passage à 16 clubs) |